# تیلور فینی
تیلور فینی (اسپانیایی: Taylor Phinney‎؛ زادهٔ ۲۷ ژوئن ۱۹۹۰) دوچرخه‌سوار اهل ایالات متحده آمریکا است.
از باشگاه‌هایی که در آن رکاب زده‌است می‌توان به تیم بی‌ام‌سی، تیم ریدیوشک، و کنندیل–دراپاک اشاره کرد.
وی در مسابقات کشوری و بین‌المللی در مجموع برندهٔ ۴ مدال طلا، ۴ مدال نقره، ۲ مدال برنز شده‌است.